# Кейтли, Арчибальд
Арчибальд Кейтли (англ. Archibald Keightley, 9 апреля 1859—18 ноября 1930) — английский врач, член Теософского общества, в 1888—1890 гг. был генеральным секретарём Теософского общества Великобритании.

## Биография
Арчибальд Кейтли родился в Уэстморленде, Англия в сведенборгианской семье. Его отец, Альфред Дадли Кейтли, был братом теософа Бертрама Кейтли. Арчибальд учился в Чартерхаус-Скул, а затем в Пембрук-Колледже Кембриджского университета. В 1886 году стал магистром гуманитарных наук и доктором медицины.
Ещё в университете увлёкся спиритизмом, алхимией, изучал труды неоплатоников. После того как в 1884 году прочитал книгу А. Синнетта «Эзотерический буддизм», одновременно со своим дядей Бертрамом вступил в Теософское Общество. В том же году в Лондоне он был представлен Е. П. Блаватской. В 1887—1888 гг. Арчибальд вместе с Бертрамом оказали Блаватской существенную помощь в редактировании, оформлении и подготовке к печати двух первых томов её книги «Тайная доктрина».
Весной 1888 года, исполняя поручение Блаватской, Кейтли отправился в США для участия во втором съезде американской секции Общества, который состоялся в Чикаго. Он вёз с собой её длинное письмо, которое надлежало огласить перед собравшимися. В 1889 году он посетил города Чикаго, Цинциннати, Бостон, Вашингтон и Филадельфию, где познакомился со своей будущей женой Юлией Ван-Дер-Планк, известной по своим публикациям под псевдонимом «Джаспер Нимэнд» в журнале У. К. Джаджа «Путь». В 1890 году Арчибальд стал членом внутренней группы Эзотерической секции Теософского Общества (Ложи Блаватской).
В конце 1890 года Арчибальд посетил Австралию и Новую Зеландию, где пробыл шесть месяцев, в основном, по делам семейным (из-за болезни своей сестры). Отсюда он отбыл в Сан-Франциско, уже по делам теософским.
Осенью 1891 года в Нью-Йорке Арчибальд и Юлия поженились. Весной 1893 года супруги Кейтли вернулись в Лондон.
В 1895 году, после отделения американской секции от интернационального Теософского общества, Арчибальд Кейтли, встав на сторону У. К. Джаджа, вышел из Теософского общества Адьяр.

### «Тайная доктрина»
В 1887 году Арчибальд Кейтли вместе с группой английских теософов обратился к Е. П. Блаватской, работающей в Остенде, Бельгия над «Тайной доктриной», с просьбой о её переезде в Лондон, где они обещали ей обеспечить более комфортные условия для работы над книгой.
Бертрам Кейтли писал, что уже через день-два после прибытия в Лондон Блаватская вручила им с Арчибальдом оконченную на тот момент часть рукописи «Тайной доктрины», поручив им прочитать, исправляя пунктуацию и английскую орфографию.
Арчибальд Кейтли рассказал о своей помощи Блаватской в работе над книгой: «Всё то лето [1887] Бертрам Кейтли и я были заняты чтением, перечитыванием, копированием и исправлением. Последнее означало придание некоторым предложениям формы английского языка, так как многие из них были дословным переводом с французского». Их работа заключалась также в том, чтобы обращать внимание Блаватской на повторения, которые встречались в отдельных частях рукописи, то есть, быть в каком-то смысле «сторожевыми псами, насколько это возможно, а также помогать ей в изложении мысли как можно яснее».
Арчибальд вспоминал, как вначале при проверке цитат в библиотеке Британского Музея были случаи замешательства, когда оказывалось, что некоторые книги не содержат указанного числа страниц. Блаватская объяснила, что она переписывала цитаты как бы с «зеркальных отражений» книг, иногда забывая перевернуть номера страниц, например, 123-я страница могла остаться 321-й и т. д. С учётом возможного перевёртывания затруднений с проверкой цитат больше не было.
Бертрам Кейтли писал, что когда они стали «подумывать об отправке рукописи в печать, обнаружилось, что при её виде даже самый опытный наборщик стал бы в ужасе рвать на себе волосы». Поэтому они с Арчибальдом «засели за пишущую машинку и, попеременно диктуя и печатая, сделали чистовую копию первых частей 1-го и 2-го томов». 
В апреле 1891 года Е. П. Блаватская написала:

В случае с «Тайной Доктриной» около полудюжины теософов работали над редактированием, помогая организовать материал, исправить несовершенный английский и подготовить книгу к печати. Но ни один из них, с первого до последнего, никогда не станет претендовать на фундаментальную доктрину, философские заключения и учения.

### Английский врач как пациент
Арчибальд Кейтли рассказал, как однажды в присутствии Е. П. Блаватской произошло его исцеление. У него приключилось рожистое воспаление, сопровождавшееся высокой температурой. Случилось так, что в тот день к Блаватской зашёл её врач. Заодно он осмотрел и Арчибальда. Тот был в полуобморочном состоянии, и не запомнил, что тогда сказал врач, но вдруг обнаружил, что Блаватская поднялась по довольно крутой лестнице на целых два пролёта — и это несмотря на то, что из-за сильных болей она без крайней необходимости не делала по лестнице и шага, — чтобы самой убедиться в правильности врачебного заключения. Она присела рядом и какое-то время смотрела на Арчибальда, а потом заговорила с ним, зажав в ладонях стакан с водой. Потом он эту воду выпил. Она пошла вниз, приказав ему следовать за ней. Он спустился по лестнице, его уложили на кушетку в комнате Блаватской и укутали одеялами. Арчибальд был в полусне, Блаватская работала над рукописью, сидя за столом в большом кресле, спиной к нему. Кейтли вспоминал:

Не знаю, как долго я там пробыл, но вдруг рядом с моей головой сверкнула тёмно-малиновая молния. От неожиданности я приподнялся. Не оглядываясь, она успокоила меня: «Лежите и не обращайте внимания». Я повиновался и вскоре заснул. Затем меня отправили наверх, где я снова уснул. На следующее утро я проснулся вполне здоровым, если не считать небольшой слабости.

## Публикации
- Keightley A. Account of the Writing of "The Secret Doctrine" // Reminiscences of H.P. Blavatsky and "The Secret Doctrine". — London: Theosophical Pub. Society, 1893. — P. 96—100. — 154 p.
- Keightley A. Brotherhood — a Fact in Nature (англ.) // The Path : журнал. — New York, 1897. — Vol. 11, no. 11. — P. 347—350.
- Keightley A. From Ostende to London (англ.) // The Path : журнал. — New York, 1892. — Vol. 7, no. 8. — P. 245—248.
- Keightley A. Health and Disease (англ.) // The Path : журнал. — New York, 1897. — Vol. 12, no. 3. — P. 91—94.
- Keightley A. Karma and Free Will (англ.) // The Path : журнал. — New York, 1891. — Vol. 6, no. 7. — P. 213—215.
- Keightley A. The Natural Law of Altruism (англ.) // The Path : журнал. — New York, 1891. — Vol. 6, no. 8. — P. 240—241.
- Keightley A. Reminiscences of H.P. Blavatsky (англ.) // The Theosopical Quarterly : журнал. — New York, 1910. — Vol. VII, no. 4. — P. 109—122.

### На русском языке
- Кейтли А. Отчёт о работе над «Тайной доктриной» // Воспоминания о Е. П. Блаватской и «Тайной доктрине» = Reminiscences of H.P. Blavatsky and "The Secret Doctrine" / Пер. с англ. К. Гилевича и Е. Ляховой. — Одесса: Астропринт, 2011. — С. 85—88. — 159 с. — (Архивы. Исследования). — ISBN 978-966-190-329-5.

## Комментарии
1. ↑  Е. П. Блаватская так писала о своём переезде из Бельгии в Лондон: «Двое Кейтли и Торнтон (интересный, воистину новый теософ) приехали в Остенде, упаковали меня, книги, почки и подагрические ноги и переправили меня по воде, частью на пароходе, частью в инвалидном кресле».[10]
2. ↑  Графиня Вахтмейстер свидетельствовала, что комфорт для Блаватской был обеспечен: «Там оба Кейтли были поглощены работой, чтобы сделать дом комфортабельным для Е. П. Б. Я могу лишь восхищаться, что я с тех пор и делаю, той чуткой преданностью и постоянной заботой о её комфорте, даже в мелких деталях, которые демонстрировали эти два молодых человека».[11]